# Tiji Jojo
Tiji Jojo（ティージー ジョジョ、1996年2月12日 -）は、神奈川県出身のラッパーである。
本名：吉村 敦也（よしむら あつや）、2014年に加入したBAD HOPのメンバー。

## 来歴
神奈川県川崎市川崎区池上町で生まれ育つ。韓国と日本のハーフである。
幼少期に保育園でBAD HOPのメンバー、T-Pablow、YZERR、Barkらと出会う。ヒップホップとの出会いは中学時代で、OZROSAURUSやANARCHY、Zeebraなどに影響を受けた。高校1年生の時に逮捕され、少年院に送致される。少年院から出所した時に"Weny"が第一回高校生ラップ選手権で優勝しており、ラップを始めるきっかけとなった。視力が悪く、BAD HOPメンバーで唯一眼鏡を掛けている。2016年、20歳の時にソロ曲 「White T-shirt 」をリリース。590万再生を超える。2019年、『PLAYER 1』をリリース。
サッカーをやっており、叔父がJ2リーグのGKだったため夏休みの間GKの練習をさせられるが、夏休み後はGKではなく、ベンチメンバーだった。